# Eleanor Tufts
Eleanor May Tufts, née le 1er février 1927 à Exeter (New Hampshire) et morte le 2 décembre 1991 à Dallas, est une historienne de l'art américaine. Elle fut à l'origine de l'ouverture du National Museum of Women in the Arts en 1974 qui conserve ses archives personnelles.

## Biographie
Eleanor Tufts naît en 1927 dans la famille d'un homme d'affaires et d'une institutrice. Elle est diplômée du Simmons College avec un B.S. en espagnol en 1949, après quoi elle travaille comme secrétaire exécutive à l'université de Boston puis reprend ses études pour son master's degree qu'elle obtient en 1957 en histoire de l'art du Radcliffe College.
En 1974, Eleanor Tufts fait la connaissance de l'historienne d'art Alessandra Comini et elles ne tardent pas à développer un intérêt commun envers le féminisme dans l'art, puis s'installent ensemble à Dallas. Elles prennent l'habitude l'été de dénicher des œuvres d'art de femmes qu'elles tentent de sortir de l'oubli.

## Carrière
Après son master's degree en 1957, le Council on International Educational Exchange de New York l'engage comme directrice du développement, puis elle travaille comme directrice associée du World University Service de New York.
En 1964, elle devient professeur associé d'histoire de l'art à l'université de Bridgeport dans le Connecticut. En 1966, elle occupe la même position à la Southern Connecticut State University de New Haven.
Eleanor Tufts reçoit son Ph.D. de l'Institut des beaux-arts de l'université de New York en 1971. Elle défend sa thèse sur le peintre espagnol Luis Meléndez (1716-1780) sous la direction de José Lopez-Rey. Son doctorat obtenu, elle est nommée professeur d'histoire de l'art avec la chaire de la Division de l'Art de la Southern Methodist University de Dallas.
En 1985, elle aide à organiser une exposition sur Meléndez à la National Academy of Design de New York qui rencontre un grand écho. En 1987, la première directrice du National Museum of Women in the Arts, Anne-Imelda Radice, lui demande d'être la curatrice de l'exposition itinérante, American Women Artists, 1830–1930, qui provoque une certaine controverse,.
Eleanor Tufts meurt d'un cancer de l'ovaire le 2 décembre 1991 à l'hôpital presbytérien de Dallas à l'âge de 64 ans.

## Publications
- Our Hidden Heritage: Five Centuries of Women Artists (1974)
- Luis Meléndez : Eighteenth Century Master of the Spanish Still-Life with a Catalogue Raisonné, Columbia : University of Missouri Press (1985)
- American Women Artists, 1830-1930, with introductory essays by Gail Levin, Alessandra Comini and Wanda M. Corn (1987)